# Бёккелер, Отто
Иоганн Отто Бёккелер (нем. Johann Otto Böckeler; 1803—1899) — немецкий ботаник, специалист по растениям семейства Осоковые.

## Биография
Отто Бёккелер родился 12 августа 1803 года в Ганновере. Учился в Ганноверском лицее, затем практиковался в аптеке в Хильдесхайме. Также занимался изучением флоры окрестностей города. Впоследствии практиковался в Альтоне, после чего поступил на отделение фармации Гёттингенского университета. Там он посещал лекции по ботанике профессоров Г. А. Шрадера и Ф. Г. Бартлинга.
В 1826 году Бёккелер переехал в Бремен, где работал провизором. С 1827 по 1857 он работал в аптеке в городе Фарель близ Ольденбурга. После 1857 года оставил фармационное дело, посвятив себя изучению ботаники, главным образом, осоковым.
В январе 1897 года великий герцог Ольденбургский вручил Бёккелеру золотую медаль за развитие наук и искусства.
5 марта 1899 года Иоганн Отто Бёккелер скончался в возрасте 95 лет.
Гербарий Бёккелера, включавший около 12 тысяч образцов растений, был приобретён Ботаническим музеем Берлин-Далем (B).

## Некоторые научные публикации
- Böckeler, O. Die Cyperaceen des königlichen Herbariums zu Berlin. — 1868—1877. — 1672 p.

## Роды растений, названные в честь О. Бёккелера
- Bisboeckelera Kuntze, 1891, nom. nov.
- Boeckeleria T.Durand, 1888, nom. nov. [= Tetraria P.Beauv., 1816]